# Chasenella
Genre
Chasenella est un genre d'opilions eupnois de la famille des Sclerosomatidae.

## Distribution
Les espèces de ce genre sont endémiques du Sabah en Malaisie.

## Liste des espèces
Selon World Catalogue of Opiliones (09/05/2021) :
- Chasenella luma Roewer, 1933
- Chasenella pakka Roewer, 1933

## Publication originale
- Roewer, 1955 : « Indoaustralische Gagrellinae (Opiliones, Arachnidae). (Weitere Weberknechte XVIII). 4. Teil (Schluss). » Senckenbergiana Biologica, vol. 36, p. 123–171.